# Europese kampioenschappen parasporten
De Europese kampioenschappen parasporten  (Engels: European Para Championships) zijn een vierjaarlijks multisportevenement voor gehandicapte sporters uit Europese landen. Het wordt ieder pre-paralympisch jaar georganiseerd in een Europese stad. Het Europees Paralympisch Comité heeft het evenement erkend als regionaal toernooi waar sporters de mogelijkheid hebben zich te kwalificeren voor de Paralympische Spelen. Het multisportevenement, geïnspireerd op de Europese Kampioenschappen, was een initiatief van de Nederlander Eric Kersten.
De eerste editie van het sportevenement werd in 2023 gehouden in Rotterdam. Daar werden de Europese kampioenschappen van tien parasporten beslist: badminton, boccia, boogschieten, goalball, judo, rolstoelbasketbal, rolstoeltennis, schietsport, taekwondo en wielrennen.

## Edities
| Jaar | Plaats    | Sporten | Sporters | Landen |
| ---- | --------- | ------- | -------- | ------ |
| 2023 | Rotterdam | 10      | 1500     | 45     |
| 2027 | ntb       |         |          |        |